# ノーバ (ウルトラ怪獣)
ノーバは、特撮テレビドラマ『ウルトラマンレオ』をはじめとする「ウルトラシリーズ」に登場する架空の怪獣。設定では円盤生物に分類される。

## 『ウルトラマンレオ』に登場するノーバ
『ウルトラマンレオ』第49話「死を呼ぶ赤い暗殺者！」に登場。
テルテル坊主のような姿をしたブラックスター地球侵略10号機。体内には2万本の赤い鎖（毒の糸〈触手〉）があり、武器は口から放射する赤いガスと目から発射する破壊光線、右手の鞭と左手の鎌。また、血のような真っ赤な雨を降らせることにより、ウルトラマンレオの目とカラータイマー以外がすべて真っ赤な空間を作り出す能力も持つが、その効果は不明。赤いガスは小型形態でも出せるうえ、それを浴びた人間は精神を蝕まれて凶暴化し、首に赤い鎖のような物体が巻きつけられる。
円盤形態で流れ星に紛れて地球に侵入し、小型化して白いテルテル坊主の姿で公園に潜伏していたところ、大雨を降らせようと思いついた少年トオルによって吊るされる。その後、家族がいないことへの悲しみから虚ろな気持ちになっていたトオルに赤いテルテル坊主の姿で家族の幻を見せながら自分を運ばせ、街中に赤いガスを散布していくが、美山咲子・いずみ母娘の必死の呼びかけでトオルが正気を取り戻すと彼から離れて巨大化し、鎌と触手、ガスなどの攻撃で周囲を大混乱させる。そこに現れたレオとの戦いでは周囲を真っ赤に染め上げるが、レオのシューティングビームとエネルギー光球で倒される。
- デザインについて美術の大澤哲三は、美術スタッフの木目憲悟によるものであると周囲に述べていたが、木目はこれを否定しており、絵のタッチなどから大澤によるものであると証言している[出典 8]。デザインでは、胴体の布が幾重にも重ねられて描かれていた[10]。
- 『ウルトラマン フュージョンファイト!』では、赤いガスが「レッドクレイジーガス」[12]、破壊光線が「ノーバレーザー」[13]とそれぞれ表記されている。

## 『ウルトラマンメビウス』に登場するノーバ
『ウルトラマンメビウス』第28話「コノミの宝物」に登場。
『ウルトラマンレオ』に登場した円盤生物ノーバの別個体。MAC壊滅後に出現した怪獣として、GUYSの「アウト・オブ・ドキュメント」（防衛チームが存在しない時代）にデータが記録されている。
初代と同様の右手の触手や左手の鎌に加え、口から吐く火球「ヘルボール」やメカの機能を狂わせる赤い毒ガスといった豊富な武器を持つほか、マントを広げて円盤状になった身体を回転させて飛行する円盤形態では、マント状の鰭（）で敵に切りつける攻撃「ファントムアタック」も放てる。初代とは異なり、戦闘中でも自在に円盤形態へ変形して俊敏に離脱するが、その他の面では毒ガスに発狂能力が見られないなど、弱まっている部分もある。また、初代にはなかった不気味に笑う顔も見せる。
フェニックスネスト周辺にてリムエレキングを構成する高エネルギー分子ミストを集め続け、マケット怪獣と同じ原理で作り出したマケットノーバを使い（基地周辺に出現したマケットノーバは、「赤い幽霊」として噂になる）、メビウスやGUYSをおびき寄せている隙にGUYS本部を襲撃する。その後、テレポーテーションを用いたメビウスに追いつかれるが、そのために消耗したメビウスを追いつめるという目的は成功させる。最後は、コノミが操るミクラスの援護によって窮地から脱出したメビウスにメビュームシュートを浴びせられ、倒される。
- スーツアクター：永田朋裕
- 「ヘルボール」や「ファントムアタック」の名称は、『大怪獣バトル ULTRA MONSTERS NEO』にて付けられた。
- ホリゾントを汚さないよう、ガスにはチョークの粉が用いられている[17]。

### マケットノーバ
『ウルトラマンメビウス』第28話「コノミの宝物」に登場。
ノーバがリムエレキングを構成する高エネルギー分子ミストを奪って作り出した囮。GUYS本部から離れた郊外に突如出現し、メビウスと戦闘した後に消滅する。

## 『ウルトラギャラクシー大怪獣バトル』に登場するノーバ
『ウルトラギャラクシー大怪獣バトル』第10話「予期せぬ再会」に登場。
グランケープ補給基地へ着陸しようとしたスペースペンドラゴンを、鞭のような右手で捕まえようとする。サラマンドラとルナチクスと共に基地を襲撃するが、ゴモラの超振動波で倒される。
- スーツアクター：相馬絢也

## 『大怪獣バトル ウルトラ銀河伝説 THE MOVIE』に登場するノーバ
映画『大怪獣バトル ウルトラ銀河伝説 THE MOVIE』に登場。
ウルトラマンベリアルのギガバトルナイザーの力で怪獣墓場から復活する。ベリアル率いる怪獣軍団の1体として、怪獣墓場で他の怪獣たちと共にウルトラセブンを襲うが、最後はベリアルのギガバトルナイザーによる攻撃の巻き添えになって爆散する。
また、百体怪獣ベリュドラの右腕を構成する怪獣の1体となっている。
- 雑誌連載版
  - 『てれびくん』で連載された漫画版でも、ベリアル軍団の1体として、ウルトラ戦士やゴモラたちと戦うが、最後はウルトラマンゼロに倒される。
  - 『てれびくん』2009年12月号付録のメガサイズポスターでは、ウルトラマンジャックと戦う姿が描かれている。

## 『ウルトラマンオーブ』に登場するノーバ
『ウルトラマンオーブ』第22話「地図にないカフェ」に登場。
ブラック店長がひそかに経営する、地図上に存在しない「カフェ★ブラックスター」のマスコット的存在。自分を相棒と親しむうえに地球侵略を断念して温和になったブラックと異なり、未だ地球侵略の野心を抱き続けている。店を畳むと決意して宇宙へ帰ろうとしたブラックを地球侵略に奮起させるべく巨大化し、それに応じた彼と一体化して破壊活動を開始したところに現れたウルトラマンオーブ バーンマイトと交戦するが、捉え所のないコミカルな動きに加え、オーブの炎を纏った連続パンチにも一切ひるまない強さを見せつけると、ストビュームダイナマイトをも瞬間移動で回避し、口から吐く赤いガスでオーブを苦しめる。最後はオーブオリジン形態に変身したオーブのオーブスプリームカリバーを吸収しようとするが、膨大なエネルギーを吸収しきれず、上空に打ち上げられて花火のように爆散し、消滅する。
- スーツアクター：新井宏幸[28]
- 小型時の造形物は新規造形[29]。企画段階では、怪獣酒場の展示物を借りる案も存在した[29]。
- ノーバの登場は、造型の潤淵隆文からの提案によるもの[29]。ノーバの登場が決定したことにより、店長の設定もブラック指令に絡めるものとなった[29]。
- 顔が潰れる描写は、監督の市野龍一がスーツで遊んでいた様子を見て、アクションコーディネーターの岡野弘之が本番にも取り入れたものである[30]。
- 花火のように散る描写は脚本にはなく、残酷な描写にしたくないという市野の提案による[29]。

## ゲーム作品に登場するノーバ

### 『スーパー鉄球ファイト!』
SFCのゲーム『スーパー鉄球ファイト!』に登場。
ヒーローが鎖鉄球を投げる内容に合わせ、SDゆえに余計に丸く大きく見える頭部を飛ばして攻撃する。

### 『PDウルトラマンバトルコレクション64』
ゲーム『PDウルトラマンバトルコレクション64』に登場。
本ゲームの登場キャラクターのうち『ウルトラマンレオ』からエントリーされたキャラクターは4体しかおらず（ウルトラマンレオ、ウルトラマンキング、マグマ星人、ノーバ）、円盤生物としては唯一の登場キャラクターである。「破壊光線」や「毒ガス」など、さまざまな技を覚えられる。元が育成ゲームなので、育て方次第ではストーリーの最終ボスとも十分渡り合える能力を持つ。

### 『大怪獣バトル ULTRA MONSTERS NEO』
『大怪獣バトル ULTRA MONSTERS NEO』第8話「覚醒！レイオニクス」に登場。
ヴィットリオと出会ったカネゴンと主人公の前に出現。レッドクレイジーガスでカネゴンを凶暴化させ、味方に着けて主人公たちに襲いかかるが、ネオバトルナイザーに進化したバトルナイザーの怪獣によって倒される。
本編以外にも、バトルモードのEXラウンドのメトロン星人が使役する怪獣として登場する。
ステータスはアタックとスピードが高いが、ディフェンスとパワーが低く、特にパワーは全怪獣中最低クラスである。必殺技は赤い雨を降らせて画面を真っ赤に染めた後、凶暴化ガスを吐く「レッドクレイジーガス」、『メビウス』で見せた時のように口からの光弾「ヘルボール」、円盤形態になって敵を攻撃する「ファントムアタック」が使用可能。特にレッドクレイジーガスは、毒属性の必殺技の中で最大の威力を誇る。さらに、『NEO-GL』第2弾では同じ円盤生物であるシルバーブルーメとのタッグ必殺技「クレイジーダンス」が追加された。

## その他
- 『ウルトラマン列伝』第21話では、ウルトラマンゼロが解説するエンペラ星人が光の国を襲撃したウルトラ大戦争時に引き連れていた怪獣軍団の中に、新たに姿が追加されている。
- 『ウルトラゾーン』では、第1話のアイキャッチで自動販売機の下に小銭を落として拾おうとしている姿が描かれている[31]。また、第19話のミニコーナー「怪獣English」では例題として挙げられ、「強風で裾がめくれてとても恥ずかしかった」と言う[32]。
- 『めちゃ×2イケてるッ!』2009年12月5日放送分では、『大怪獣バトル ウルトラ銀河伝説 THE MOVIE』の出演オーディションに参加。相変わらず無表情であるため、プレッシャー星人やマグマ星人など、他の出演者からしきりに絡まれていた。また、加藤浩次扮するちょうちんアンコウの充電にも協力し、彼からは「ノーバ兄さん」と呼ばれている。めちゃイケメンバーを見つめていた際には、その特徴的な顔を「どや顔」と評された。最終審査のダンスでも唯一小刻みに揺れているだけだったため、ダダからは呆れられた。最後に全員でスリラーを踊る場面では、他の怪獣たちと同様にダンスを披露して合格した。
- プロバスケットボールのbjリーグと円谷プロダクションのコラボ企画として開催された、ウルトラ怪獣を各チームのマスコットキャラクターとしてチームに加える「ウルトラ怪獣ドラフト2010」ではノミネート怪獣として候補に挙がり、東京アパッチよりドラフト指名された[33]。
- 2011年10月30日に行われた円谷ジャングル主催の「ウルトラヒーローショー」では、メインの活躍を与えられている。このショーでは円盤生物ではなく、ウルトラ戦士に憧れてヒーローを目指す正義の怪獣という設定で、地球侵略を行おうとしていたバルタン星人に立ち向かおうとする。バルタン星人に敵わずいじめられて落ち込むが、ゼロに励まされて奮起し、バルタン星人やゼットンに追い詰められていたゼロたちの救出に成功したうえ、ウルトラの母の力でハロウィンにちなんだヒーロー「パンプキンマン」に変身し、彼女とのコンビプレーでバルタン星人を倒す。その後は「やっぱり両親にもらったこの体が一番」と元の姿に戻り、ゼロからも「（立派に戦って）ちょっとかっこよくなったんじゃないか」と称賛される。
- テレビアニメ『SSSS.GRIDMAN』第7話では、新条アカネの部屋の棚にノーバのフィギュアが飾られている[34][35]。同話でUFOが出現する展開に合わせ、円盤に関連した怪獣でまとめられている[34][35]。
- 『ウルトラマンフェスティバル2019』第1部では、そうた少年が持っていたノーバの人形が不思議な光で実体化したそうたくんのノーバが登場[36]。
- かつてウルトラマンランドにて開催されていた人形劇『ウルトラP』では、ノーバの主役回もあった[37]。
- その外見から「誰でも描けるウルトラ怪獣」としても知られ、人気も高いと評されている[7]。また、円谷プロ公認企画『ウルトラ怪獣擬人化計画』にて、ノーバさんとして美少女化されている[7]。キャラクターデザインは爆天童[7]。
- アニメ『怪獣娘（黒）〜ウルトラ怪獣擬人化計画〜』に登場。ノベル&ドラマCDブック『愛を叫べ!怪獣娘!?』においてはナレーションとして登場する。声は石原夏織が担当。
- バンダイのカプセルトイ『ウルトラクッキング』では、タコさんウインナーのように下半身に切れ込みを入れられた「ノーバさんウインナー」として発売された[38]。